# Bodegas Protos

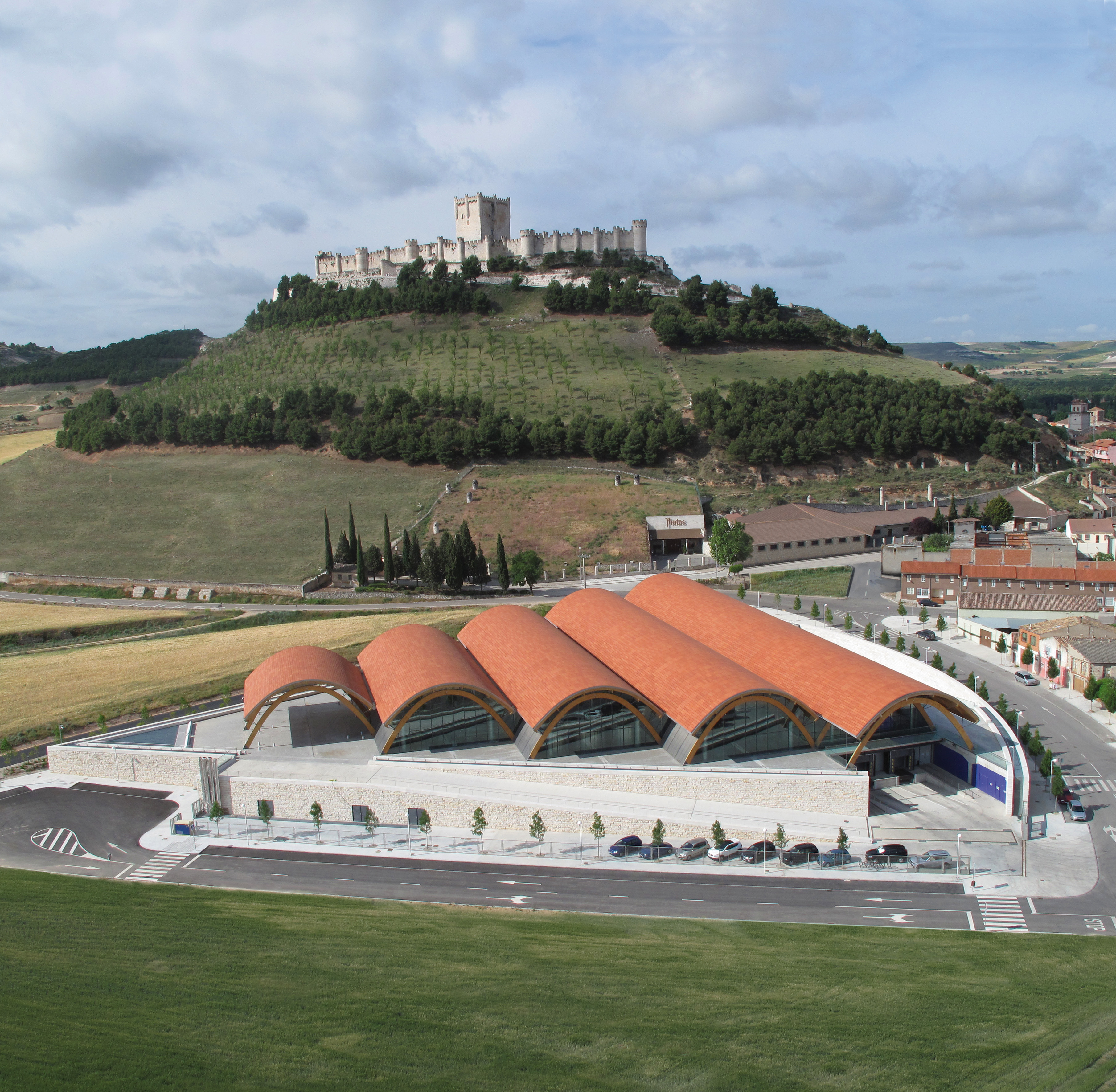
Fotografía aérea de las instalaciones de Bodegas Protos diseñadas por Richard Rogers, con el castillo de Peñafiel al fondo.

Bodegas Protos (Protos Bodega Ribera de Duero de Peñafiel S. L.) es una empresa vitivinícola española situada en Peñafiel (Valladolid). Fue fundada en 1927 por la unión de once viticultores de la zona, convirtiéndose en la primera bodega de lo que luego sería la Denominación de Origen Ribera del Duero.[cita requerida] Aunque originalmente fue una cooperativa, desde 1995 es una sociedad limitada.
Por su localización, Bodegas Protos se acoge a la D.O. Ribera del Duero desde la constitución del Consejo Regulador de una Denominación de Origen en 1982 y desde 2006 también elabora vinos acogidos a la D.O. Rueda. La bodega produce y comercializa vinos tintos y blancos.

## Historia

Galerías subterráneas.

En 1927 un grupo de once viticultores decidió constituirse en cooperativa. Se trataba de la Sociedad Cooperativa de Peñafiel 'La Primera en la Ribera del Duero'. Su propósito era producir vino de calidad. A lo largo de la década de los años treinta, comenzó a ser conocida internacionalmente gracias a la medalla de oro que dos de sus vinos tintos, los de las cosechas de 1927 y 1928, obtuvieron en la Exposición Universal de Barcelona de 1929.
En 1931, la cooperativa pasó a ser un sindicato agrícola con el nombre de Bodega Ribera del Duero 'La Primera en la Ribera'. En 1947 se vuelve al estatus de cooperativa: la Cooperativa Bodega Ribera del Duero de Peñafiel con cincuenta y dos socios. En 1974 la cooperativa contaba con 282 socios.
Paralelamente, se reconoció la necesidad de ampliar sus instalaciones en la comarca dadas las expectativas de mercado. Se inició la construcción de una nueva bodega a los pies del castillo de Peñafiel, con capacidad para 3500 barricas, ampliado en 1995 hasta 8500.
En los años ochenta, y como consecuencia de la creación en 1982 del Consejo Regulador de la zona, la bodega cambió su nombre original, Bodegas Ribera del Duero, por el de Bodegas Protos (del griego protos, primero). Cedió este nombre al consejo, autorizando su uso para identificar a la denominación de origen Ribera del Duero, que velará por la calidad de los vinos de la zona.
El proyecto siguió creciendo y años después adquirió una nueva bodega en Anguix (Burgos).
En 1990 la cooperativa se transformó en sociedad anónima, pero cinco años después, en 1995, pasó a ser una sociedad limitada. En 1999 colaboraron económicamente para la creación del Museo Provincial del Vino, localizado en el castillo de Peñafiel.
En 2006 pasó a formar parte de la Denominación de Origen Rueda, con la elaboración de vino blanco a partir de la variedad de uva verdejo. También comenzó la construcción de una nueva bodega en La Seca (Valladolid) y comercializó la primera añada de Protos Rueda Verdejo.
En 2013 la revista estadounidense Wine & Spirits eligió a Protos como “bodega del año”. También fue la primera bodega española que obtuvo el certificado de "marca de excelencia" del organismo internacional 'Superbrands', en 2012.

## Vinos

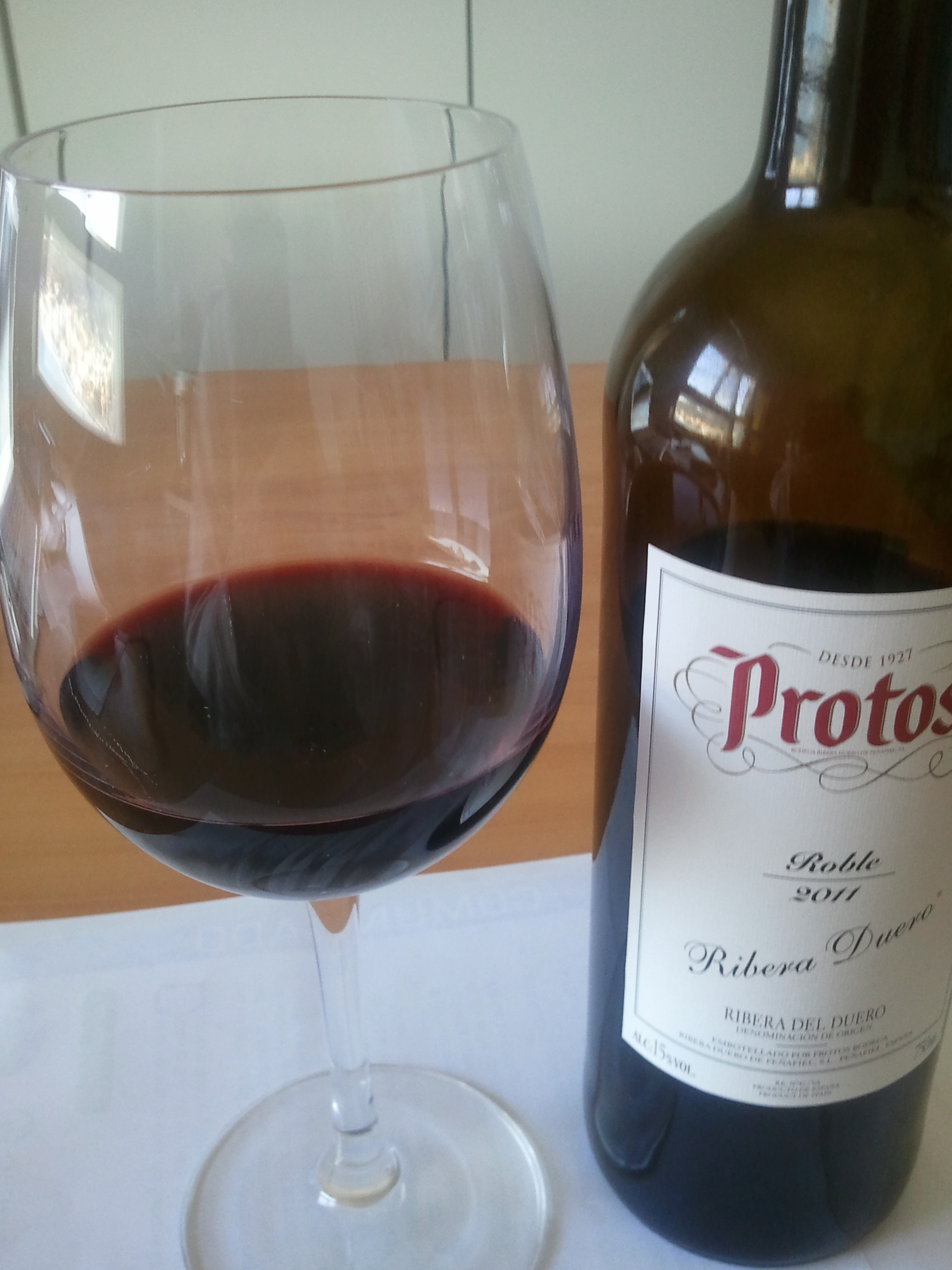
Un Protos Roble

Bodegas Protos solo utiliza la marca Protos. Existen las siguientes variedades:
- Protos Verdejo: elaborado al 100% con uva verdejo.
- Protos Verdejo Fermentado en Barrica: elaborado al 100% con uva verdejo.
- Protos Rosado: elaborado exclusivamente con uva tinta del país (tempranillo).
- Protos Roble: elaborado exclusivamente con uva tinta del país (tempranillo).
- Protos Crianza: elaborado exclusivamente con uva tinta del país (tempranillo).
- Protos Reserva: elaborado exclusivamente con uva tinta del país (tempranillo) de viñas de más de 50 años.
- Protos Gran Reserva: elaborado exclusivamente con uva tinta del país (tempranillo) de viñas de más de 50 años.
- Protos Finca el Grajo Viejo: elaborado exclusivamente con uva tinta del país (tempranillo) de viñas de más de 70 años.

## La nueva bodega

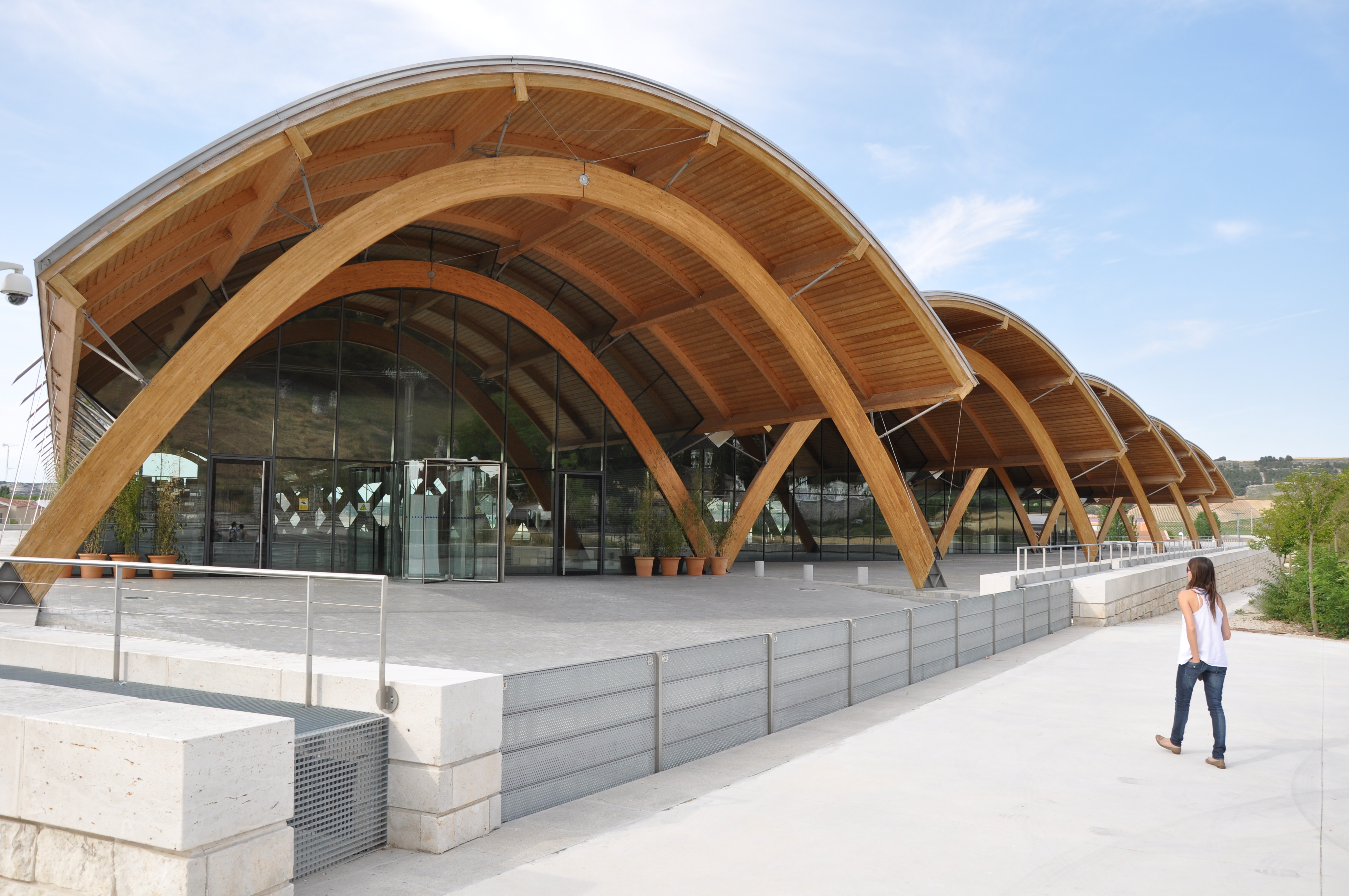
Entrada a las Bodegas Protos.

En el año 2004 Bodegas Protos amplió sus instalaciones en Peñafiel. En abril inició la construcción de una nueva bodega de 20 000 m², con capacidad de almacenaje de 3 500 000 botellas y 5000 barricas. Fue inaugurada en 2010 y se invirtieron en su construcción 36 millones de euros. La nueva bodega es obra del estudio de arquitectura Rogers Stirk Harbour + Partners, liderado por Richard Rogers, premio Pritzker de Arquitectura en 2007 y autor de la T4 de Barajas, con la colaboración del estudio catalán Alonso Balaguer y Arquitectos Asociados. El diseño quedó finalista en el premio Stirling 2009.
Está comunicada con la antigua bodega mediante dos túneles. Las instalaciones destinadas a la elaboración y maduración del vino son subterráneas. Del diseño destaca la cubierta, compuesta por cinco crujías abovedadas que imitan a barricas que nacen de la tierra. Su estructura está en sintonía con los edificios adyacentes y el paisaje circundante.

### Enoturismo
Desde 2011 es posible visitar la bodega en un recorrido guiado que muestra sus instalaciones y el proceso de elaboración del vino. En 2012 Protos fue la bodega más visitada de la Denominación de Origen Ribera de Duero, con 29 500 visitantes.

## Líneas de investigación
Bodegas Protos tiene varias líneas de innovación e investigación para el desarrollo de nuevas técnicas o mejorar las existentes en elaboración de sus vinos.
- Banco de Germoplasma de la Ribera del Duero: primer proyecto que busca conservar la autenticidad de la variedad típica de la zona, la uva tempranillo.[13][14]

- CartoSAT: desarrollo de un sistema de información geográfica (GIS) para la gestión de viñedos[15] en colaboración con la Consejería de Agricultura y Ganadería de la Junta de Castilla y León, a través del Instituto Tecnológico Agrario.

- Caracterización total de barricas: estudio para conocer detalladamente cuáles son las repercusiones de las barricas sobre el vino, llegando a caracterizarlas a través de catas y análisis.[16]